# Schlanders
Schlanders (Italiaans: Silandro) is een gemeente in de Italiaanse provincie Zuid-Tirol (regio Trentino-Zuid-Tirol), hoofdplaats van de Vinschgau en telt 5885 inwoners (31-12-2004). De oppervlakte bedraagt 115,2 km², de bevolkingsdichtheid is 51 inwoners per km².

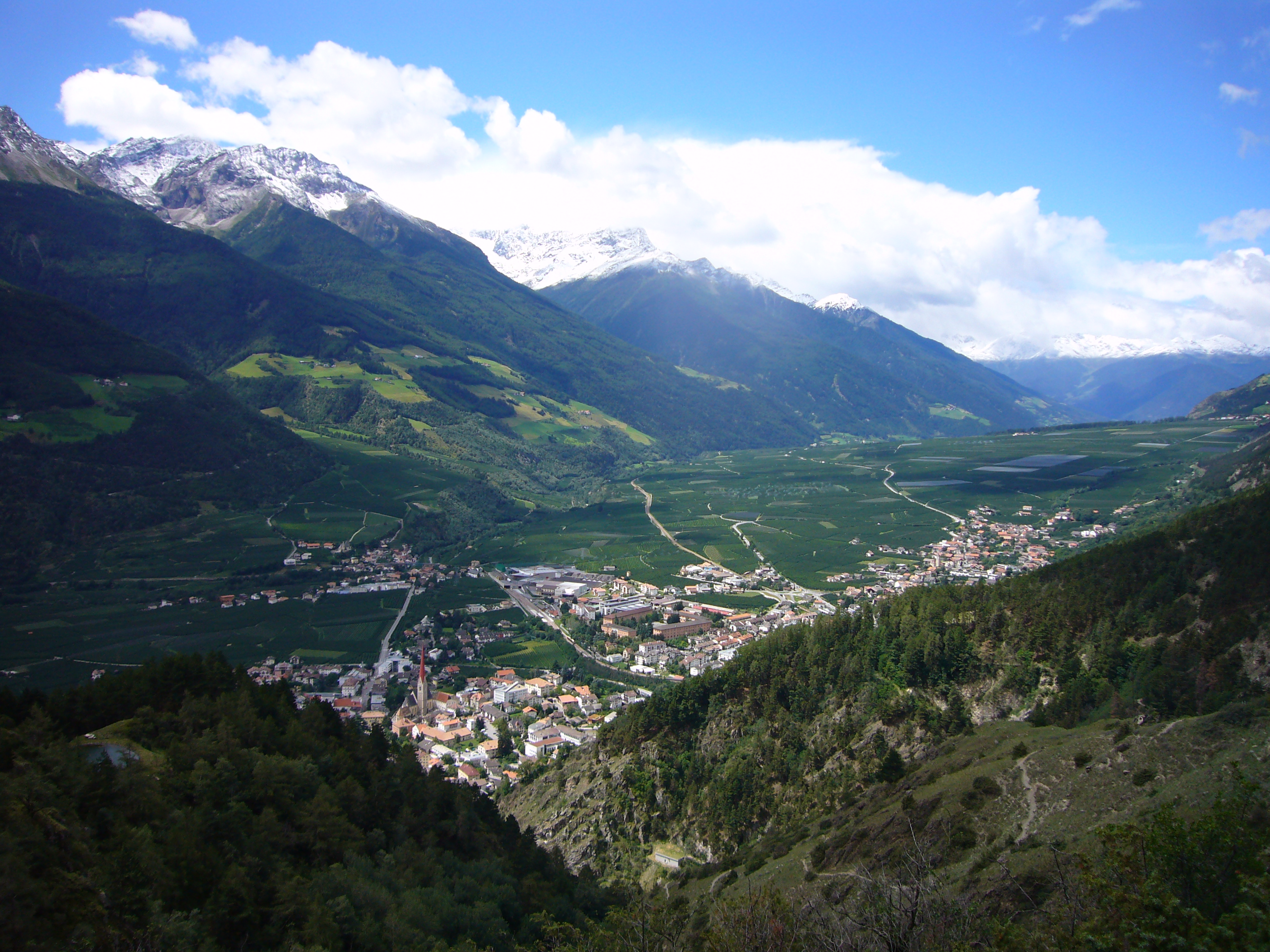
Schlanders
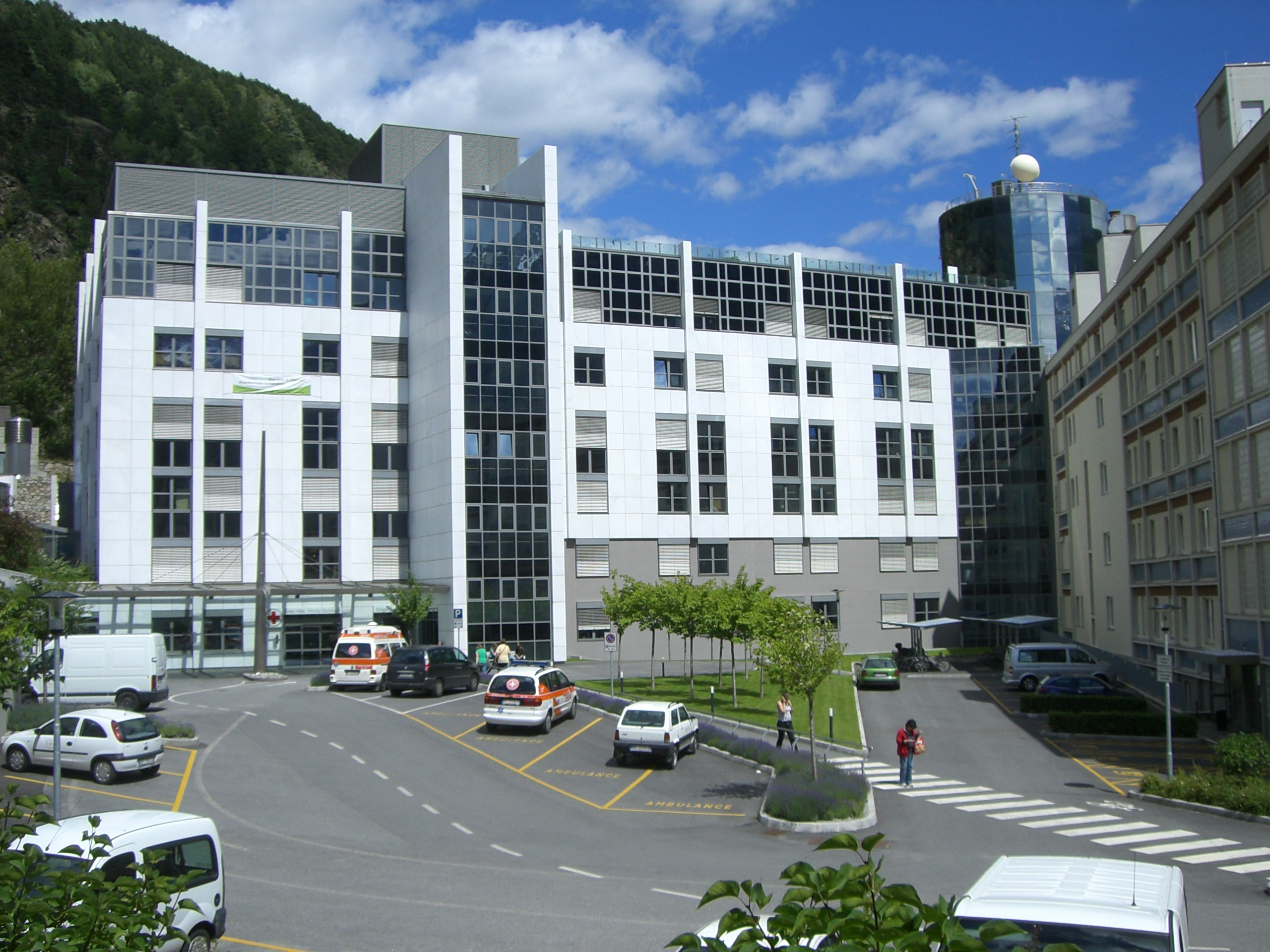
Ziekenhuis
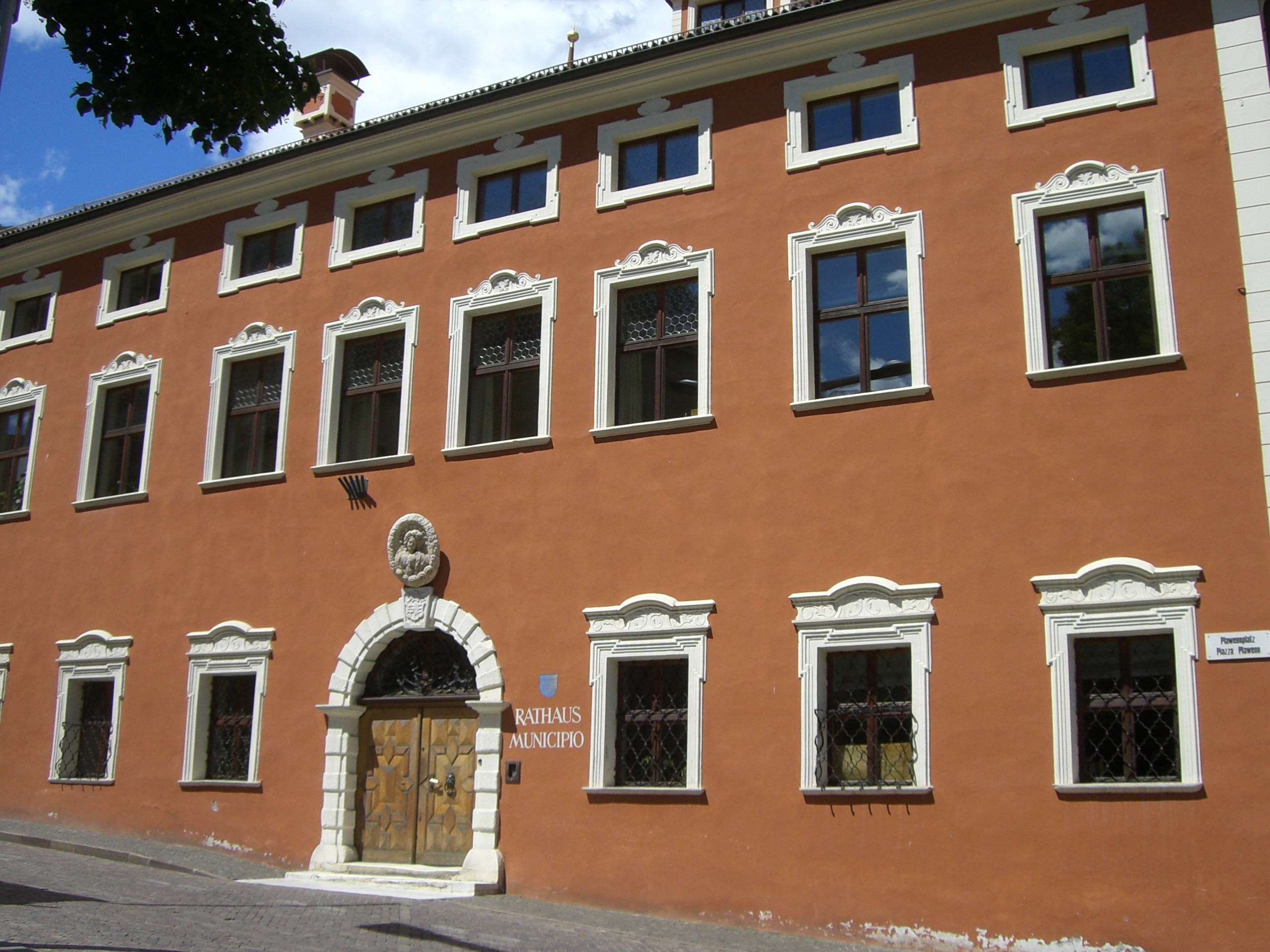
Gemeentehuis
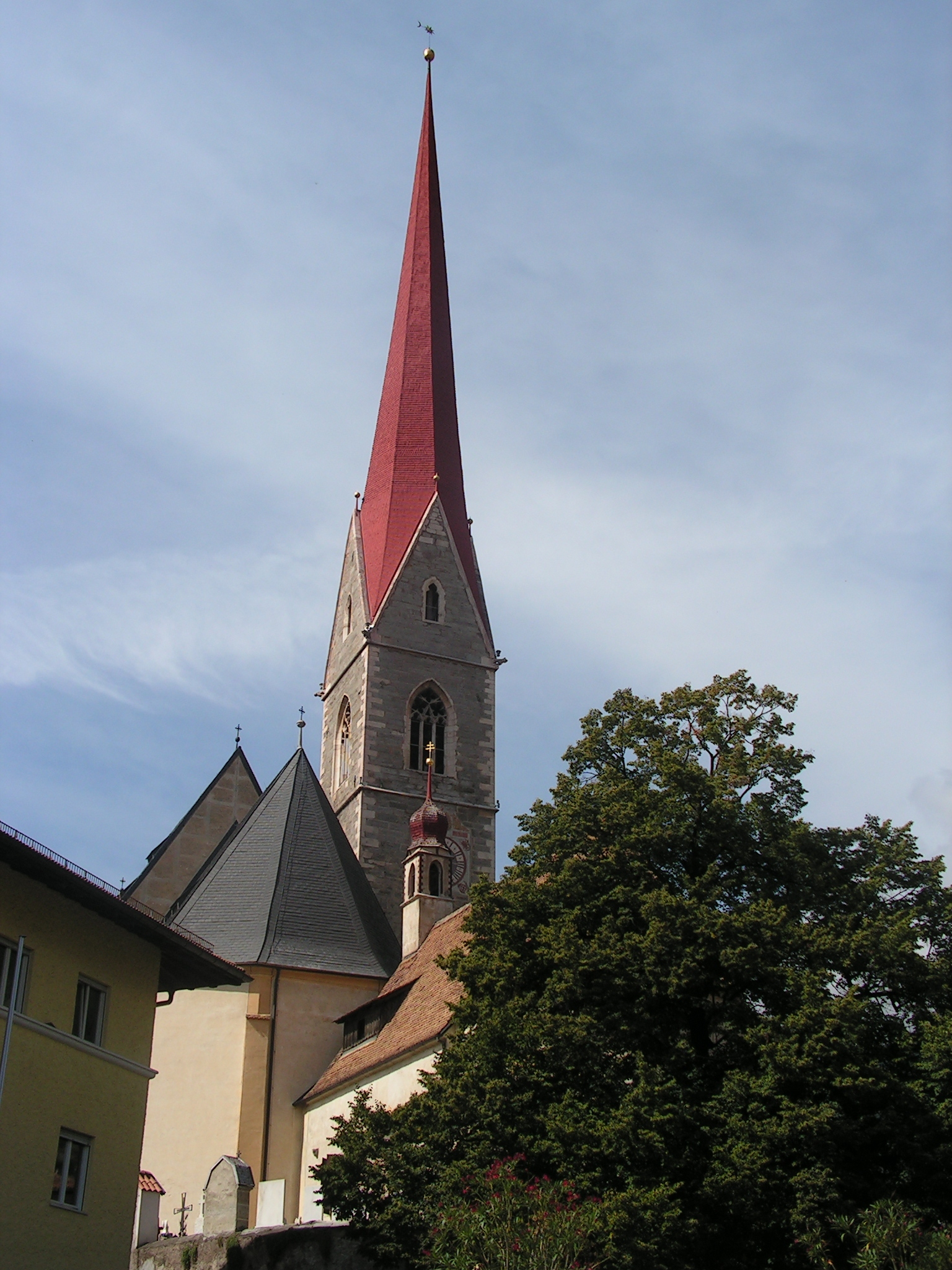
Parochiekerk
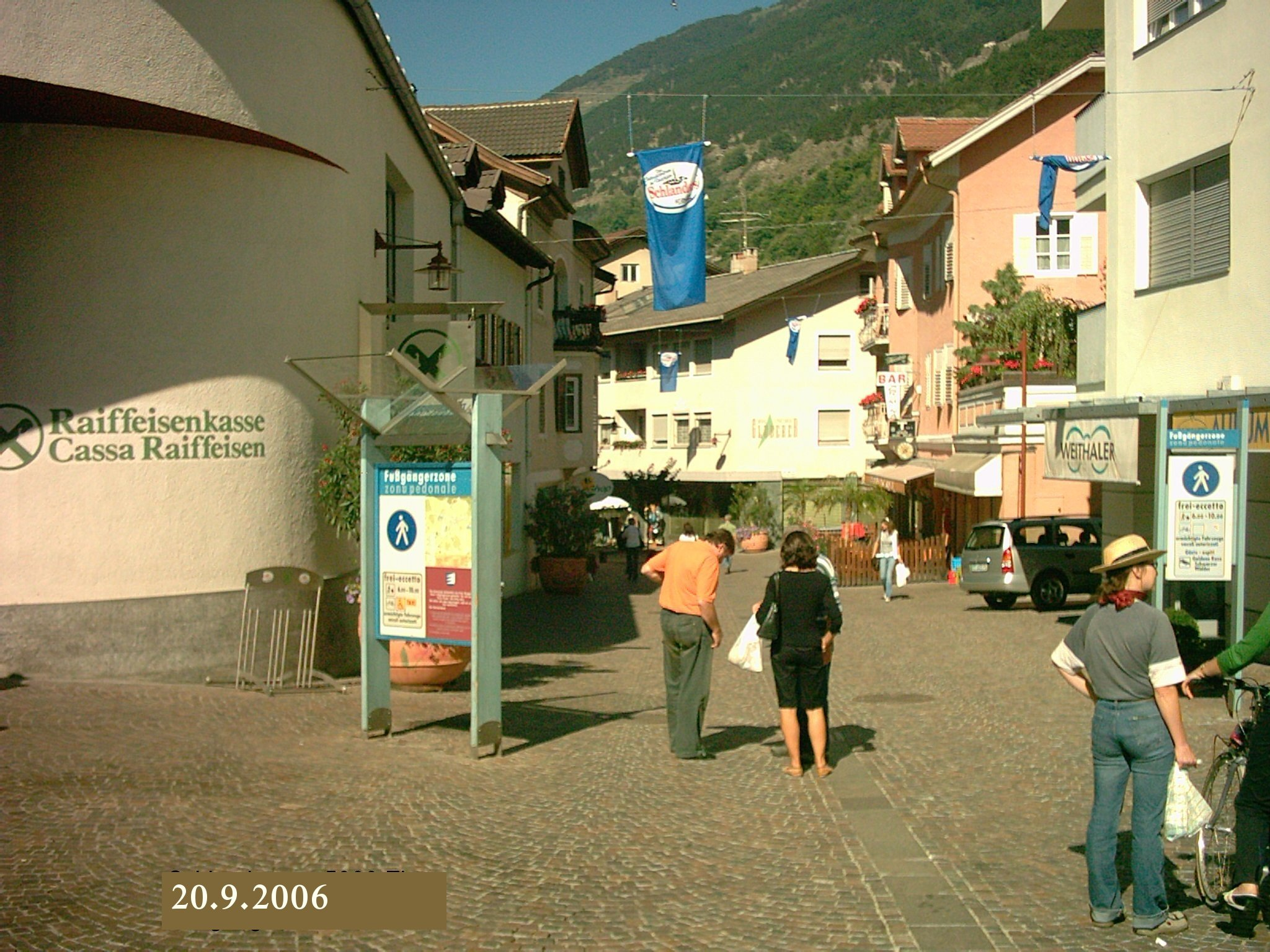
Centrum van Schlanders

## Geografie
De gemeente ligt op ongeveer 720 m boven zeeniveau.
Schlanders grenst aan de volgende gemeenten: Latsch, Laas, Mals, Martell, Schnals.
De volgende Fraktionen maken deel uit van de gemeente:
- Göflan (Covelano)
- Kortsch (Corces)
- Nördersberg (Montetramontana)
- Sonnenberg (Montemezzodì)
- Vetzan (Vezzano)

## Geboren
- Nicole Gius (1980), alpineskiester
- Edwin Coratti (1991), snowboarder